# Курган
Курган је тип земљаног надгробних споменика, хумке која се подједнако може наћи у свим културама и на свим континентима, осим Аустралије и Антарктика. Најчешће се у центру кургана налази један или више гробова из прошлости, или гроб једне угледне личности (племенског вође, ратника), али има и мноштво других врста хумки (нпр. тумул, тел, громила) које се одликују посебним структурним карактеристикама или имају специфичну намену (нпр. само за осматрање, сакрално-обредне сврхе итд.).
Кургани одликују праисторијске (нпр. Скити, Келти, Пазирик култура, Сармати) и нешто касније културе (нпр. Трачани, Готи, Викинзи, Кумани).

## Опис и значај
Порекло речи курган (или татарски корган) није до краја разјашњено. У старословенском (староруском) језику одувек присутна именица вероватно потиче од ране форме туркијског, у значењу „брег, укоп, поклопац” док у данашњем турском језику има значење „утврђење” (аналогија на Земљано утврђење).
Гробне хумке се овако зову нарочито у Малоазијским и Блискоисточним земљама – Русији, Белорусији, Украјини, Таџикистану, Азербејџану, Казахстану итд. – где уједно и има највећи број данас познатих кургана. На подручју бившег Совјетског Савеза израз је толико раширен, да је чест назив насељених места, градова и области, као и споменика. Најпознатији курган на свету је Мамајев Курган на ком се у Другом светском рату водила најкрвавија битка историје Стаљинградска битка. Један од највећих кургана у Европи, Шум-гора такође се налази у Русији.
Што се материјала тиче кургани су најчешће прављени од земље, а некада су уз подножје обзидани каменом. На њима или око њих су често постављане анаморфне стеле сличне стећцима и мегалитима.
Димензије су им различите. Висина може да варира од 0,5 до 20 m, а пречник од 3 до 100 m. У њима се сахрањивало на различите начине: у земљаној раки, у саркофагу или урни. Будући да припадају култури степских номада, чест је случај сахрањивања у згрченом положају, са ратном опремом и са коњима.
Кургани су постали нарочито занимљиви након што је 1956. литваснка историчарка Марија Гимбутас студирајући их иступила са специјалном хипотезом настанка целокупне модерне културе – засновано на заједничком пореклу свих Индоевропљана од азијских народа Курганске културе.

## Кургани на тлу Србије
На територији Србије, пре свега на равним подручјима Војводине постојао је велик број кургана – преко 1.000 – али је од тога врло мали број сачуван у првобитном стању. Оне хумке које су остале нетакнуте веома су значајне данас за све области науке: за археологију њихов унутрашњи садржај предмета и оруђа, за историографију оно што нам откривају о својим древним градитељима, за биологију и екологију њихов сачувани биљни покривач. Хумке у већини земаља, па и у Србији штити закон о заштити природе и делом закон о заштити културног наслеђа. У Србији формално је заштићена само једна, а археолошки их је истраживано само неколико.

## Галерија
- „Кофун” или Јапански курган
- Хумка у мађарском месту Кенђел-Багимајор – и курган и ветрењача уживају заштиту државе као културно-историјска целина
- Сарматски курган из 4. века п. н. е. у Филиповској, Јужни Урал. Током археолошких ископавања дошло је до његовог уништења, али је касније реконструисан на свој првобитни изглед
- У част сећања на битку за Стаљинград (данас Волгоград) подигнут је меморијални комплекс на брду Мамајев Курган
- Један од кургана код града Керч на Криму
- Курган у Србији, у Бачкој
- Тумулус у Кореји